# Kódy procedur
Kódy procedur jsou čísla nebo alfanumerické kódy používané pro identifikaci výkonů (zákroků, intervencí) prováděných lékaři a dalšími zdravotnickými pracovníky.

## Příklady kódů procedur

### Mezinárodní
- Mezinárodní klasifikace procedur v medicíně (ICPM) a Mezinárodní klasifikace zdravotnických zákroků (ICHI)
- ICPC-2 (Mezinárodní klasifikace primární péče, zahrnující důvody vyhledání zdravotnické péče (reasons for encounter, RFE), diagnózy, proces péče a kódy procedur

### Severoamerické
- Health Care Procedure Coding System (včetně Current Procedural Terminology) – používá se ve Spojených státech
- ICD-10 Procedure Coding System (ICD-10-PCS) – používá se ve Spojených státech
- ICD-9-CM Volume 3 (podmnožina ICD-9-CM) – používá se ve Spojených státech
- Canadian Classification of Health Interventions (CCI) – používá se v Kanadě, nahradila CCP
- Nursing Interventions Classification (NIC) – používá se ve Spojených státech
- Nursing Minimum Data Set (NMDS)
- Nursing Outcomes Classification (NOC)
- SNOMED (P axis) (pouze anglicky, překlady jsou k dispozici, ale nejsou užitečné)

### Evropské
- OPS-301 – adaptace ICPM používaná v Německu
- OPCS-4.2 – používá se v Anglii
- OPCS-4.3 – používá se v Anglii
- OPCS-4.4 – používá se v Anglii
- Classification des Actes Médicaux (CCAM) – používá se ve Francii

### Ostatní
- Australian Classification of Health Interventions (ACHI)